# Freeport Film
Freeport Film (herunder Freeport Media) er et dansk produktionsselskab stiftet i 1996 af journalisten Karsten Kjær, der i starten af 90'erne var kendt for sine rejseindslag i TV2 programmerne Eleva2ren. Selskabet har produceret en lang række tv-programmer til DR, TV2, TV3, Discovery Danmark og andre - internationale - medier f.eks. BBC, ZDF, SVT, NRK m.fl. Freeport producerer alt fra krimi og dokumentarer til reality og underholdning.
Freeport er grundlagt i pakhus 12 i Københavns Søndre Frihavn, hvor tv-produktionen foregik frem til 2010. Selskaberne i Freeport-gruppen har nu hovedsæde på Sankt Annæ Plads i København K.
I spidsen for Freeport Media er ejer og direktør, Karsten Kjær.

## Produktioner
- Jagten på Elefantordenen - 2022 (DR2) reportageserie om forsvundne danske ordener. Værter: Jan Elhøj og Morten Kirckhoff
- Våde Drømme - 2020 (YouSee) reportageserie om unge surfere på Cold Hawaii i Thy
- Forbrydelser der rystede Danmark - (2019) Discovery, krimi-dokumentarserie om store danske forbrydelser
- I audiens hos Dronningen - 2019 (DR), dokumentar med H.M. Dronningen om ordensvæsenet i Danmark
- Superrig - med begge ben plantet i Ålborg - (2019) DR, portrætserie om to rige ålborgensere.
- Det kræver en kriger - 2018 (DR2), reportageserie om alternativ hjælp til udsatte unge i stofmisbrug.
- Mit Luksushus - 2018 (TV 2 Fri), Bolig- & livsstilsserie
- Mig og mit liv, med Peter Mygind - 2018 (TV 2 Charlie), Underholdningsprogram
- Fuckbois - 2018 (DR3), Reportageserie
- Røverhistorier - 2017 (TV 2 ZULU), Underholdning
- Flyt til Helsingør - 2017 (Helsingør kommune), Viral markedsføring til Facebook
- Unge i Nattens Kløer - 2016/2017 (Kanal 5, Discovery Networks Danmark), Reportageserie
- Politiskolen - 2014 (TV 2), Reportageserie
- Jans Ultraklub - 2014 (DR ULTRA), Børneunderholdning
- Aktionen - 2013 (TV3), Reportageserie
- Krimi5 tema - 2013 (Kanal 5, SBS), Krimiserie
- Akut 24 - 2013 (TV 2),  Repportageserie
- Fangerne - 2013/2014 (TV 2), Dokumentarserie
- Farezonen - 2012/2013 (Kanal 5, SBS), Dokumentarserie
- Speedomania - 2012 (DR), Dokumentarserie
- Pessimisterne - 2011 (DR2), Underholdningseksperiment
- Krimi5 – 2009-14 (fortløbende) (SBS, kanal 5), krimiserie
- Danskere i krig – 2009 (DR1), dokumentarserie – vandt TV-prisen 2009 for Årets Bedste Dokumentarserie
- De forbandede Tegninger – 2007 (BBC), international dokumentar, english title “Bloody Cartoons”. Instruktør: Karsten Kjær
- Min vej til succes – 2004 (TV2), Portrætserie
- Hyret eller Fyret – 2004 (TVDK), reality-konkurrence
- Reportagen – 2004-05 (TVDK), reportageserie med Kaare Sand
- Lovers on The Ice – 2004 (TV2), Dokumentar om en Nordpolsekspedition
- Skinnet bedrager – 2004 (TV2), Underholdning
- Når ude er Hjemme – 2004 (TV2), Portrætserie
- Rødderne – 2004 (TVDK), Reportageserie om kriminelle unge på boot camp
- Cirkusprinsessen – 2003 (DR1), Dokumentar om tidl. prinsesse Alexandra
- Kronprinsen i Indien – 2003 (DR1), Dokumentar
- Min mand som kvinde – 2002 (TV2), Dokumentar om to transvestitter
- Kongehuset – 2002 (DR1), Reportageserie om kongehusets stab.
- Piger med Power– 2002 (TV2), Portrætserie
- De dyre drenge – 2001-2002 (TV2), Portrætserie
- TV Razzia – 2000-2001 (TV3), journalistisk magasinprogram
- Udvist – 2000 (DR1), Dokumentar
- Kløcker & Vingsøe udfordrer – 2000 (TV3), Underholdning, adventure.
- Prins Joachims Verden – 1999 (DR1), Dokumentar.
- Fjenden flytter ind – 1999 (DR1), Realityserie.
- De fortabte børn – 1998 (DR1), Dokumentar.
- SexOrama – 1999-2000 (TV3), Dokumentarserie.
- Storbystrømer – 1998 (TV3), Reportageserie.
- Gitte & Camilla i sneen – 1998 (TV3), Underholdningsserie, adventure.
- Efterlyst & Efterlyst Special 1998-2000 (TV3), Kriminalmagasin.
- Bellevue – 1998 (TV3), Dokusoap-serie.
- X-press 1997-98 (TV3), Ugentlig sladderbladsserie
- TV3 Dokumentar – 1996-97 (TV3), Dokumentar